# Вишнева вулиця (Мелітополь)
Вишнева вулиця — вулиця в Мелітополі в історичному районі Новий Мелітополь. Починається біля залізниці, а закінчується перехрестям з вулицею Островського. Забудована приватними будинками.

## Назва
Назва Вишневої вулиці пов'язана з репутацією Мелітополя як міста садів і меду (грецькою «Мелітополь» означає медове місто). Одночасно з Черешневою «садові» назви отримали й інші вулиці Мелітополя — Черешнева, Малинова, Виноградна, Садова.

## Історія
Вулиця вперше згадується 26 жовтня 1939 року як вулиця Будьонного.
З 29 жовтня 1957 року перейменована на вулицю 40 років Жовтня.
2016 року під час декомунізації перейменована на Вишневу вулицю.

## Об'єкти
- № 84 — школа № 13